# Niedermolekulare Verbindung
Als niedermolekulare Verbindung (englisch small molecule, dt. „kleine Moleküle“) wird in verschiedenen Bereichen eine Klasse von Stoffen mit niedriger Molekülmasse bezeichnet. In der Regel bilden sie die Gegengruppe zu größeren, hochmolekularen Stoffen, z. B. langkettigen Polymeren. Durch deutlich geringere Molekülmasse und räumliche Ausdehnung weisen niedermolekulare Verbindungen oft andere chemische und physikalische Eigenschaften auf und können daher anders eingesetzt bzw. verarbeitet werden.

## Pharmakologie und Biochemie
In der Pharmakologie und Biochemie wird eine Klasse von Wirkstoffen als niedermolekular bezeichnet, deren Molekülmasse etwa 800 g·mol−1 nicht übersteigt. Durch ihre geringe Größe sind small molecules nach der Rule of Five teilweise in der Lage, in Zellen einzudringen und dort ihre Wirkung zu entfalten. Die derzeit zugelassenen Arzneimittel sind zum weitaus größten Teil niedermolekulare Moleküle.
Der englische Begriff small molecules dient in der pharmazeutischen Praxis englischsprachiger Länder primär zur Abgrenzung von Biologika, bei denen es sich zumeist um Proteine und damit um sehr „große Moleküle“ handelt. In dieser Bedeutung bezeichnet small molecules vor allem die klassischen pharmazeutischen Wirkstoffe, die – im Gegensatz zu den Biologika – meist mit einer einfachen Strukturformel beschrieben und chemisch synthetisiert werden können. Damit umfasst der Begriff small molecules eine äußerst heterogene Gruppe von Substanzen, die – außer ihrer geringen Größe – nicht viel miteinander gemein haben.
Diese Verbindungen besitzen eine Vielzahl von biologischen Funktionen, wie als Signalmoleküle, als Instrumente in der Molekularbiologie, als Arzneimittel, als Pestizide und vieles mehr. Sie können natürlicher (z. B. Sekundärmetabolite) oder künstlicher (z. B. Virostatika) Herkunft sein und sowohl positive Effekte gegen Krankheiten (z. B. Medikamente) oder aber schädliche Wirkungen (z. B. Teratogene und Karzinogene) haben.
Ein sehr kleiner Teil der small molecules (etwa 2 %) ist in der Lage, die Blut-Hirn-Schranke zu überwinden, so dass einige Medikamente auf der Basis kleiner Moleküle gegen Depressionen, Schizophrenie und Schlaflosigkeit wirksam sein können. Auch für die Behandlung von Hirntumoren und Hirnmetastasen gewinnen niedermolekulare Verbindungen an Bedeutung.

## Leitplastik
Aus kurzkettigen organischen Moleküle mit konjugierten Doppelbindungen („kleine Moleküle“, niedermolekulare Verbindungen) werden elektrisch leitfähige Kunststoffe hergestellt. Sie bilden zusammen mit langkettigen bzw. hochmolekularen konjugierten Polymeren die Grundlage für die organische Elektronik.
Eingesetzt werden diese „kleinen Moleküle“, z. B. Pentacen, für organische elektrische Schaltungen (vgl. organischer Feldeffekttransistor, OFET) sowie in organischen Leuchtdioden (OLED, in diesem Fall auch SOLED oder SMOLED genannt) und organischen Solarzellen. 
Die potentiellen Anwendungen befinden sich noch im Entwicklungsstatus.